# Oporinia lofthousei
Oporinia lofthousei là một loài bướm đêm trong họ Geometridae.